# Kumkvat
Kumkvat (kumkvaj, lat. Citrus japonica), vrsta južnog voća iz roda agruma i porodice rutovki. Ova vrsta nekada je klasificirana rodu Fortunella, kojoj danas pripadaju samo neke fosilne vrste. Vrsta potiče iz Japana, a njezini plodovi su niskokalorični, prepuni vitamina, minerala i antioksidansa, i imaju okus sličan mandarini, a jedu se zajedno s korom.
Drveće kumkvata nije podložno napadu bolesti i štetnika. Uzgaja se i u Hrvatskoj, i kao ukrasno drvo i zbog plodova.

## Vanjske poveznice
|  | Zajednički poslužitelj ima još gradiva o temi Citrus japonica |
|  | Wikivrste imaju podatke o taksonu Citrus japonica             |